# Boryt barvířský
Boryt barvířský (Isatis tinctoria) je jediný druh rodu boryt rostoucí v České republice. Je to rostlina, která byla po několik století důležitá pro barvení textilií, ale v současnosti je téměř zapomenutá.

## Rozšíření
Místa původu se nacházejí v jihovýchodní Evropě a okolo Středozemního moře. Postupně se tato teplomilná rostlina rozšířila do střední i východní Evropy, do Pobaltí i na jih Skandinávie. Dále byla lidmi zavlečena do Makaronésie a do Severní i Jižní Ameriky. Roste nejčastěji na slunných a sušších místech podél cest a železničních tratí, na trávnících s porušeným krytem nebo v opuštěných pískovnách a lomech.

## Popis
Jednoletá až krátce vytrvalá, slabě ojíněná rostlina namodralé barvy s lodyhou která vyrůstá z kůlovitého vícehlavého kořene. Lysá nebo při bázi krátce chlupatá lodyha, dorůstající do výšky 50 až 100 cm, bývá v horní části bohatě větvená. U rostliny se objevují dva druhy listů, spodní v listové růžici mají řapíky a jejich čepele jsou celokrajné, obkopinaté a dosahují délky až 15 cm. Z růžice vyrůstá lodyha a její střední a horní listy s modravým nádechem jsou přisedlé, úzce kopinaté se střelovitým, objímavým spodem tak, že po nich voda dobře stéká k lodyze a po ní ke kořeni. Rozvětvená rostlina je široká až 45 cm.
Pokud semeno vzklíčí z jara, vytvoří se přízemní růžici listů a z ní vyroste ještě tohoto roku lodyha s květy. Když semeno vyklíčí až koncem léta, vyroste téhož roku jen růžice listů, případně i krátká lodyha a teprve druhým rokem z ní vyroste rozvětvená květná lodyha. Druhá varianta přináší vzrůstnější rostliny s více květy a semeny. Je to hemikryptofyt, obnovovací pupen má u povrchu půdy a přes zimu ho kryjí odumřelé listy.
Zářivě žluté, čtyřčetné, drobné květy na krátkých stopkách jsou sestaveny do latovitě větvených hroznů. Kališní lístky jsou podlouhlé, mívají délku okolo 2,5 mm. Korunní lístky jasně žluté barvy jsou delší, až ke 4 mm a jsou rozeklané. V květu je šest tyčinek nestejné délky s nitkami dlouhými do 2,5 mm a prašníky 0,5 až 0,7 mm. Na květním lůžku jsou nektaria lákající opylující hmyz. Kvete v květnu a červnu.
Plody visící na převislých, zesílených stopkách jsou silně zmáčknuté, úzce obvejčité až eliptické, černé nebo hnědé jednopouzdré, nepukavé šešule (někdy nazývané nažky) s jedním, výjimečně dvěma semeny. Průměrně bývají dlouhé okolo 10 mm a jejich šíře bývá jen třetinová. Druh je variabilní co do velikosti a tvaru plodů.

## Využití
Boryt barvířský obsahuje v celé rostlině přírodní, ekologicky nezávadné barvivo které se používalo k barvení tkanin, převážně na modro. K barvení se používaly fermentované listy, z kterých se získával pigment indigo. (Při smíchání s kamencem se získá barva růžová). Později se k barvení začalo využívat stálejší barvivo, chemicky téměř identické, získávané z indigovníku pravého. V současnosti je i toto v převážné většině nahrazováno chemicky syntetizovanými pigmenty.
V některých státech USA (např. v Arizoně a Montaně) se boryt barvířský rozšířil na velikých plochách a je považován za invazivní plevel, na mnoha místech se přistoupilo k jeho totální likvidaci.

## Taxonomie
České zdroje  uvádějí v české floře dva poddruhy borytu barvířského:
- Isatis tinctoria L. subsp. tinctoria
- Isatis tinctoria L. subsp. praecox (Kit. ex Tratt.) Domin et Podp.

Zahraniční prameny, např. považují Isatis praecox Kit. ex Tratt. za samostatný druh.

## Galerie

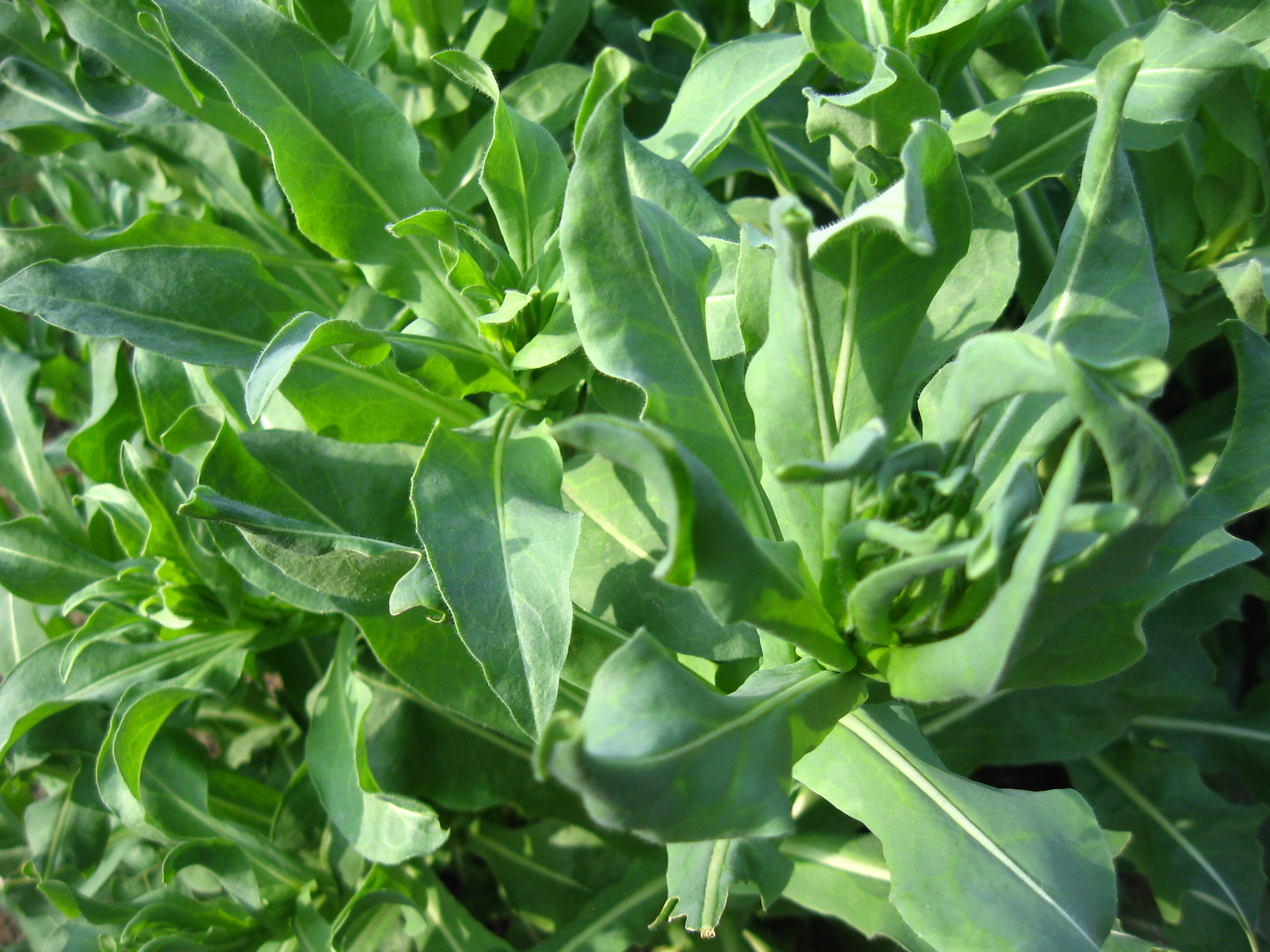
Mladé rostliny
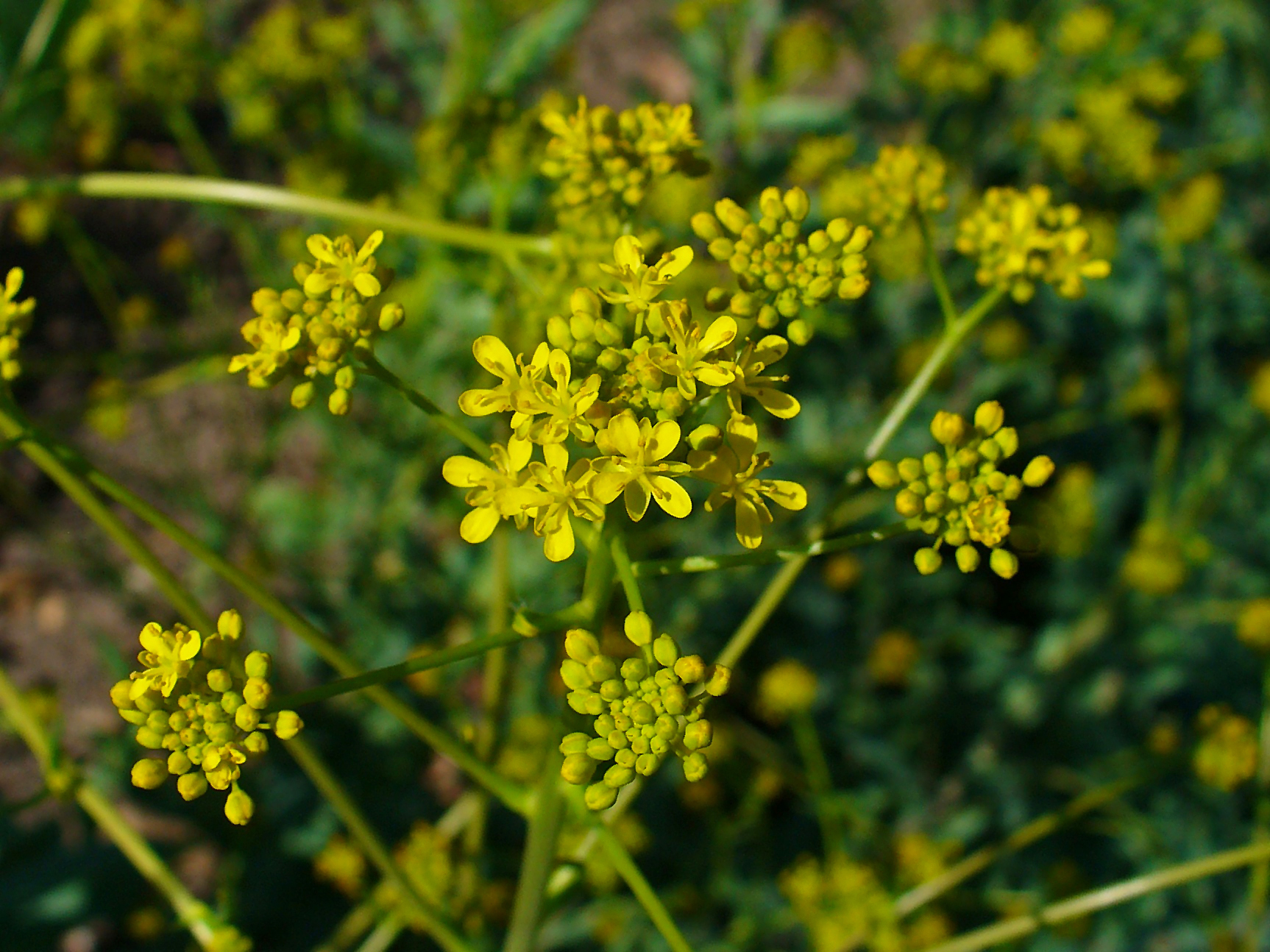
Nakvétající květy
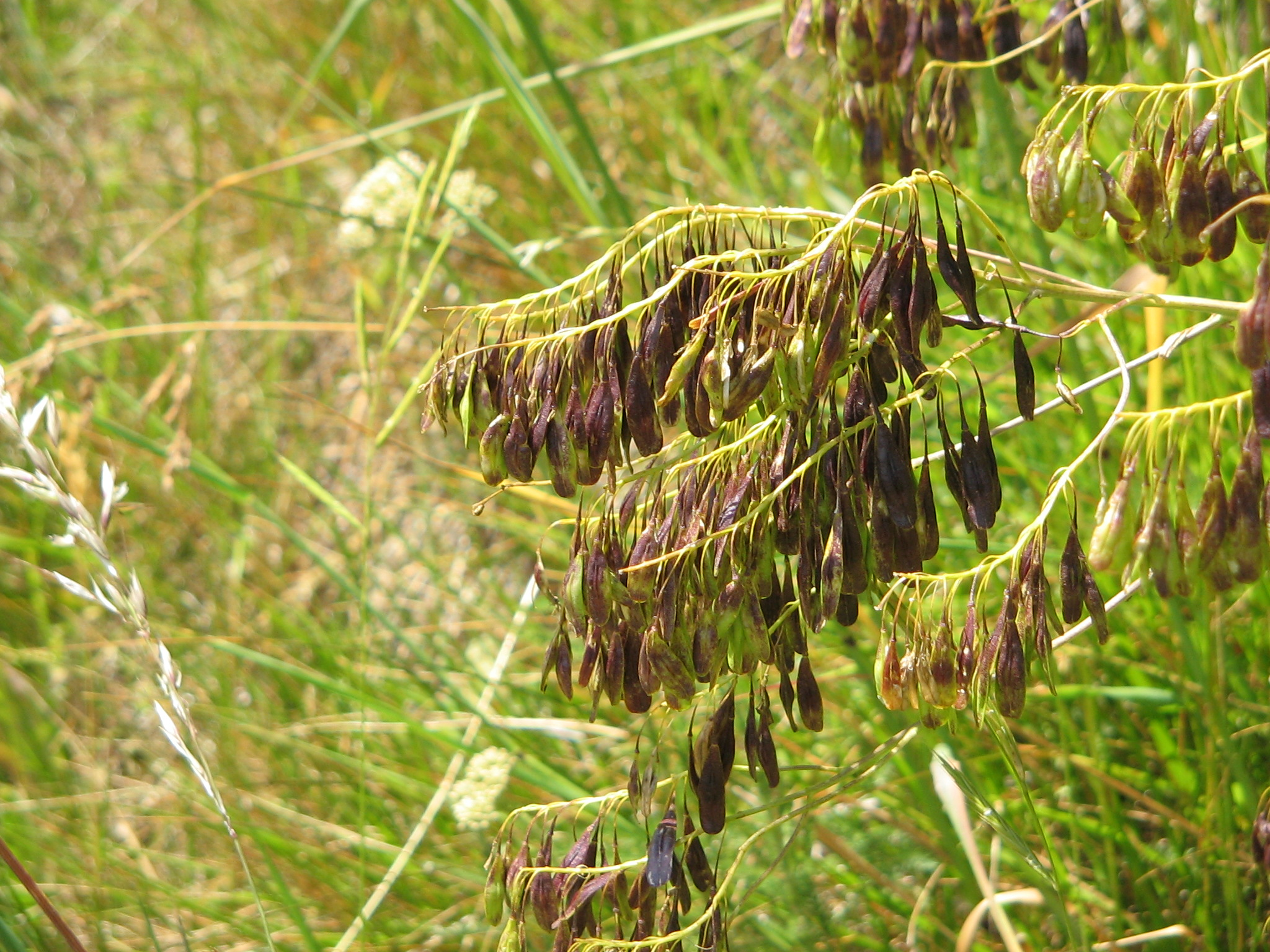
Zralé plody
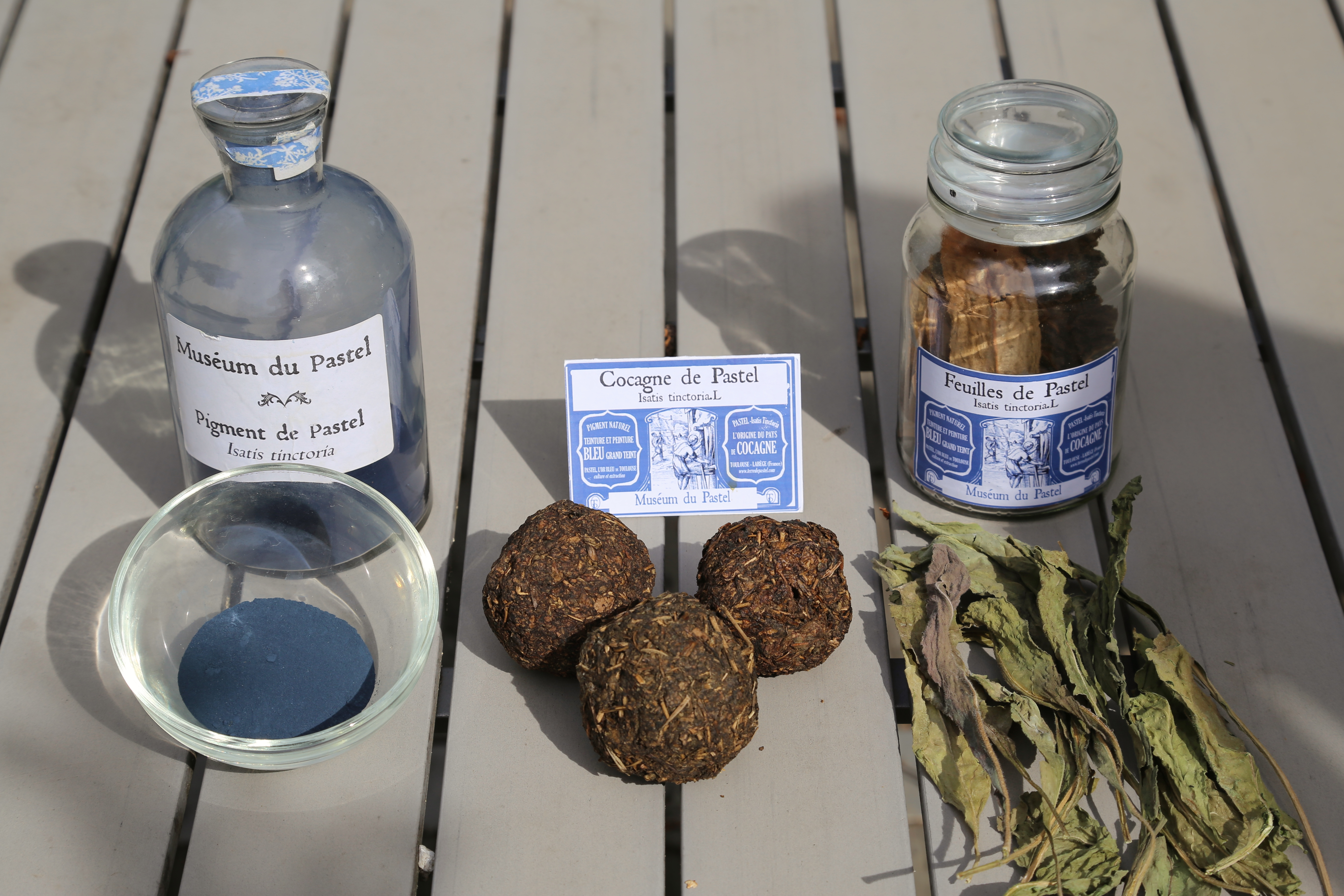
Ilustrace výrobního postupu barviva: zprava doleva sušené listy borytu, koule z jejich nadrcené drogy (tzv. cocgnes) a výsledný modrý prášek
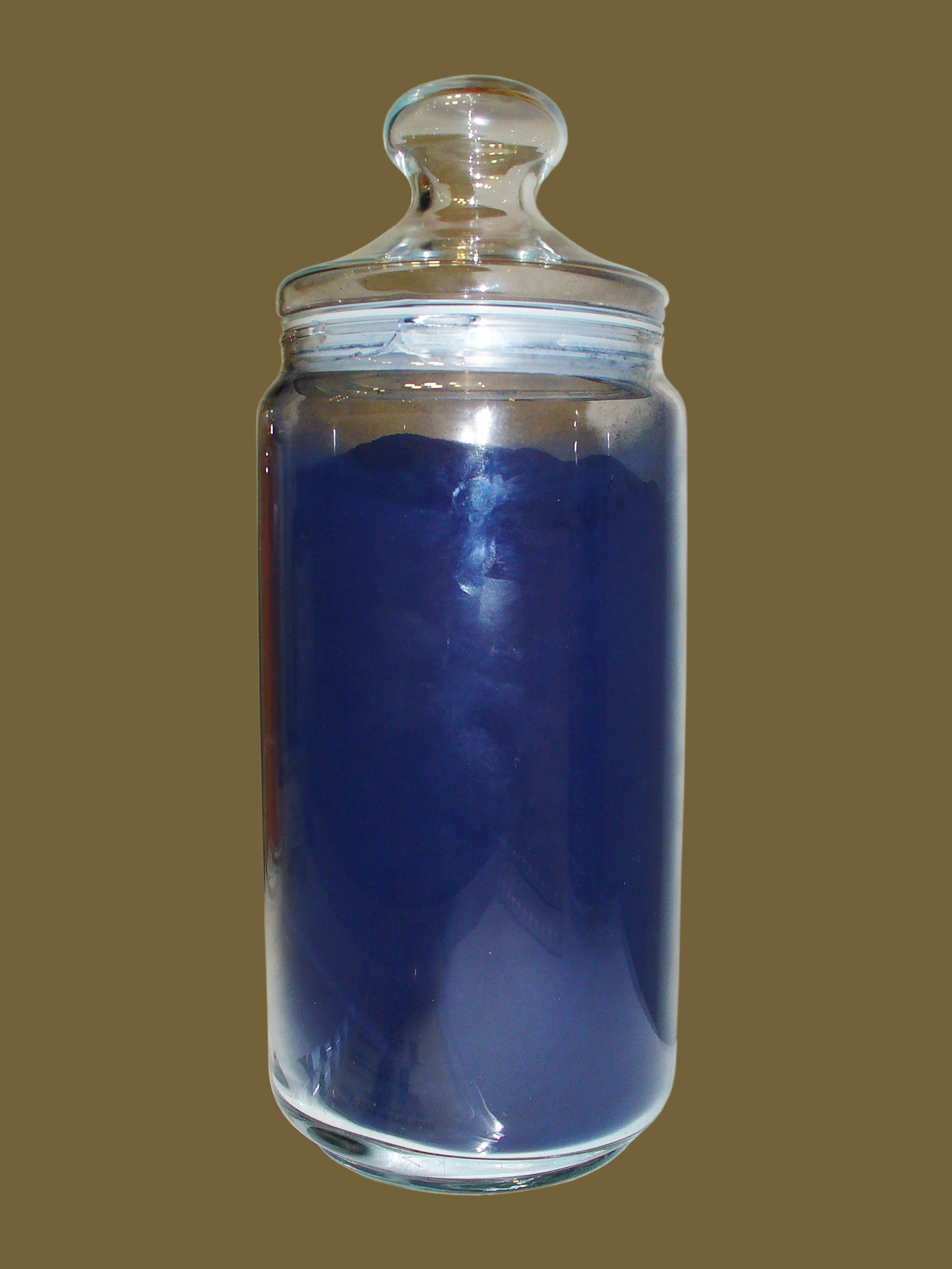
Práškové barvivo